# Babinec
Babinec é um município da Eslováquia, situado no distrito de Rimavská Sobota, na região de Banská Bystrica. Tem 4,91 km² de área e sua população em 2018 foi estimada em 60 habitantes.

## Demografia
| Ano:        | 1994 | 2004    | 2014   | 2024   |
| ----------- | ---- | ------- | ------ | ------ |
| Broj ljudi: | 104  | 74      | 71     | 66     |
| Razlika:    |      | -28,84% | -4,05% | -7,04% |

| Ano:               | 2023 | 2024   |
| ------------------ | ---- | ------ |
| Número de pessoas: | 64   | 66     |
| Diferença:         |      | +3,12% |